# Markus (evangelist)
Markus (hebreiska: מרקוס; grekiska Μάρκος), möjligen född på 10-talet e.Kr. och död cirka 68 e.Kr., är enligt den kristna traditionen författare till Markusevangeliet. Detta har dock ifrågasatts av nutida bibelforskare som uppfattar att författaren är okänd.
Markus var en nära medarbetare till aposteln Petrus, som betraktade honom som sin "son". Markus vördas som helgon inom bland annat Romersk-katolska kyrkan. Hans minnesdag firas den 25 april.

## Biografi
Markus var son till Maria och systerson till Barnabas. Han följde med Paulus och Barnabas på Paulus första missionsresa till nuvarande Turkiet, men övergav dem under resan (se Apostlagärningarna 13:13) och återvände till Jerusalem. Barnabas tog senare med sig Markus till Cypern (Apostlagärningarna 15:36-40). Senare frågade även Paulus efter Markus tjänster, och Markus blev Paulus medarbetare. Enligt Paulus brev till Filemon var Markus och Lukas tillsammans med Paulus under dennes fångenskap i Rom.
Markus anses enligt kristen tradition vara den förste biskopen av Alexandria. Han ses som grundare av kyrkan i Alexandria, och var således även den som spred kristendomen till Afrika (detta enligt den koptiska kyrkan). Markus minnesdag firas den 25 april, på årsdagen av hans martyrskap. Hans evangelistsymbol är ett lejon (Sankt Markuslejonet). Bland annat Venedig har tagit honom till sin skyddspatron och där ligger den mest kända kyrka som tillägnats honom, Markuskyrkan, vari hans reliker förvaras.